# Tana Bru
Tana bru este o localitate din comuna Tana, provincia Finnmark, Norvegia, cu o suprafață de 0,94 km² și o populație de 668 locuitori (2013).